# Meriania aurata
Meriania aurata är en tvåhjärtbladig växtart som beskrevs av C. Ulloa, D. Fernandez och D. A. Neill. Meriania aurata ingår i släktet Meriania och familjen Melastomataceae. Inga underarter finns listade i Catalogue of Life.